# Rasmus Willig
Rasmus Willig (født 7. juli 1973) er en dansk sociolog og tidligere CSR Chef i gazelle biotekvirksomheden, Gubra. Han har skrevet flere bøger om klima- og biodiversitetskrisen, medstifter og forperson af Foreningen Andelsgaarde og var en af arkitekterne bag Politikens kritikerskole. Rasmus Willig er forstander for Suhrs Højskole. 
Han har forsket på Roskilde Universitet og har skrevet og redigeret flere bøger om moderne arbejdsliv, samfundskritik og Axel Honneths anerkendelsesteori. Hans bog, Kritikkens U-vending (2013), beskriver hvordan kritikken har ændret sig i dag, og hvordan den især har karakter af selvkritik. Bogen analyserer desuden, hvordan den udadvendte kritik afmonteres i arbejdslivet ved at blive returneret til sin afsender. Bogen Umyndiggørelse (2012) beskriver hvordan en kritisk kultur gradvist kan afmonteres gennem såkaldte "umyndiggørelsesprocesser".

## Baggrund i Frankfurterskolen
Baggrunden for Rasmus Willigs kritiske teori findes i den såkaldte Frankfurterskole, hvor han også selv har studeret under Axel Honneth, hvis anerkendelsesteori Willig hjalp til at få introduceret i Danmark.
Men på nogle afgørende punkter adskiller Rasmus Willig sig fra sin Frankfurterskolearv. Mens Honneth vil udarbejde en substantiel teori om det gode samfund, hvor anerkendelse står i centrum, mener Willig den slags teorier kan misbruges til dets modsatte konsekvens, fx bruger managementlitteraturen så kaldt 'anerkendende ledelse' til at afmontere kritik.
Mens Jürgen Habermas har den "herredømmefrie samtale" i centrum for sin demokratiteori, mener Willig at et sådant fokus har en fare ved kun at acceptere konstruktiv kritik, mens den negative kritik blot reduceres til 'brok'. Willig mener i stedet at det må udvides hvad der kan anses som værende kritiske udvekslinger mellem mennesker, og at virkelig demokrati også må kunne tage ikke-verbal kritik alvorlig. I stedet for en substantiel teori om det gode samfund foreslår Willig derfor, at der må udvikles en processuel teori, hvor begrebet kritik og dets tilstand selv står i centrum.

## Kritisk teori
Det drivende spørgsmål i Willigs sociologi om kritik er spørgsmålet: Hvad er mulighedsbetingelserne for kritik? Det vigtige for et godt samfund er, hvis det sætter hver og en i stand til at bedrive kritik.
Dette er ikke blot spørgsmål om at udvikle de rette formelle omstændigheder, gennem fx love om ytringsfrihed, da langt størstedelen af hverdagens brug af kritik styres af den rådende kultur og dens normative retningslinjer. Hvis der på en arbejdsplads råder en kultur af frygt for at kritisere ledelsen, kan dette helt på egen hånd opretholde en stilhed, uden at rettigheder eller love nogensinde kommer i spil. Spørgsmålet om kritikkens tilstand er derfor et empirisk spørgsmål, som Willig er begyndt at besvare gennem en række interviews med pædagoger om kritikkens forhold på deres arbejdspladser.

### Begrebet kritik
Kritik opfattes i daglig tale ofte som noget fx anmeldere i avisens kulturspalter bedriver eller negativ omtale af personer. Rasmus Willig definerer kritik i en udvidet udgave, således at flere typer ytringer og handlinger kan anses være kritik. Således kan kritik udtrykkes i vidt forskellig form, som en bemærkning i forbifarten, et sarkastisk toneleje eller i form af et evalueringsskema, hvor den der udfylder skemaet ender med at internalisere spørgsmålene og kritisere sig selv. Der er altså tale om hverdagens former for kritik, fra arbejdspladsens kritiske kultur – eller mangel på samme – til den personlige sfære, hvor selvkritikken kan råde.
Willigs forsvar for kritikken er ikke et forsvar for en bestemt kritik, men et forsvar for at enhver form for kritik skal kunne eksistere. Kritik kan altid overskrides ved at kritisere sig selv, men overskridelse er ikke nødvendigvis et gode. Derimod er mulighedsbetingelserne for at denne overskridelse kan finde sted et gode.
Begrebet kritik er i sig selv et tomt formelt begreb, og hverken venstre- eller højreorienteret. Theodor Adorno har derfor kaldt kritikken for en flaskepost: det vides ikke hvem der er afsender og modtager. Og kritik kan altid overskride sig selv. Ytringer kan være kritiske, og er deres mulighedsbetingelser til stede, kan man da snakke om ytringsfrihed. Har man etableret en kultur der stiller disse mulighedsbetingelser, kan man snakke om en kritisk kultur.

### Kritikkens infrastruktur
Willig har konceptualiseret den måde kritik reguleres på som en "kritisk infrastruktur". For at opdage de steder hvor kritikken ikke kommer frem, dvs. hvor den praktiske ytringsfrihed undertrykkes, er opgaven da at tegne et kort over kritikkens trafikregler, fx når kritikken tvinges i en u-vending (kritikken vendes tilbage mod kritikeren). Siden Umyndiggørelse er han med en forskningsgruppe begyndt at udvikle kritikkens infrastruktur gennem enkle piktogrammer, der hver visualiserer et centralt koncept.

### Metode
Willigs forskning kredser om begrebet kritik på to måder: (1) en deskriptiv sociologi om kritik, i tradition med den franske pragmatiske vending hos Luc Boltanski m.fl., men også (2) en normativ kritisk sociologi, i Frankfurterskolens tradition, der forsøger at beskrive normative grundlag for kritikken. Willigs standpunkt har kritikken selv og dens mulighedsbetingelser som normativt grundlag.
Willigs kritiske teori er en processuel kritik ("den kritiske infrastruktur"), der bygger på mikrosociologisk empiri (fx over konkrete umyndiggørelsesprocesser der forhindrer kritik).

## Uddannelse og poster
- Sproglig student fra Silkeborg Amtsgymnasium (1993)
- Deltager i Axel Honneths Forschungskolloqqium, Johann Wolfgang Goethe-Universität. Institut für Philosophie, Frankfurt am Main (2000-2001)
- Cand.scient.soc. fra Aalborg Universitet (2002)
- Formand for Dansk Sociologforening (2003-2015)
- Gæsteforsker på Institut für Sozialforschung, Frankfurt am Main. Deltager i Axel Honneths Forschungskolloqqium, Johann Wolfgang Goethe-Universität. Institut für Philosophie, Frankfurt am Main. (2004)
- Ph.d. og senere adjunkt ved Institut for Samfundsvidenskab og Erhvervsøkonomi, Roskilde Universitet (2006)
- Leder af forskningscenteret for offentlige og privatansattes ytringsfrihed. Roskilde Universitet
- Lektor ved Institut for Samfund og Globalisering, Roskilde Universitet.
- Medstifter af www.andelsgaarde.dk
- CSR Chef i biotekvirksomheden Gubra

## Andre sider
- Tekster til download – Samling af forskningsartikler, klummer, interviews, avisartikler m.m.
- Rasmus Willigs side på Roskilde Universitet Arkiveret 31. august 2009 hos  Wayback Machine